# Stenocereus alamosensis
Stenocereus alamosensis (J.M. Coult.) A.C. Gibson & K.E. Horak, 1978 (noto comunemente come cactus octopus o cactus cina) è una pianta della famiglia delle Cactaceae nativa del Messico.

## Descrizione
La pianta, che in natura può raggiungere i 4 metri, si divide in numerosi rami, dal portamento colonnare ma, il più delle volte, curvi e ritorti, di colore verde-bluastro e con un diametro fino agli 8 cm. Ognuno di essi è ripartito in 5-8 costolature su cui si sviluppano le areole, da cui nascono le spine, anch'esse bianche e molto robuste. Durante l'estate sbocciano i fiori, rossi e lunghi da 7 a 10 mm.

## Etnobotanica
I Seri di Sonora chiamano questa pianta xasaacoj.

## Conservazione
La Lista rossa IUCN classifica Stenocereus alamosensis come specie vulnerabile.